# Alter Athena-Tempel

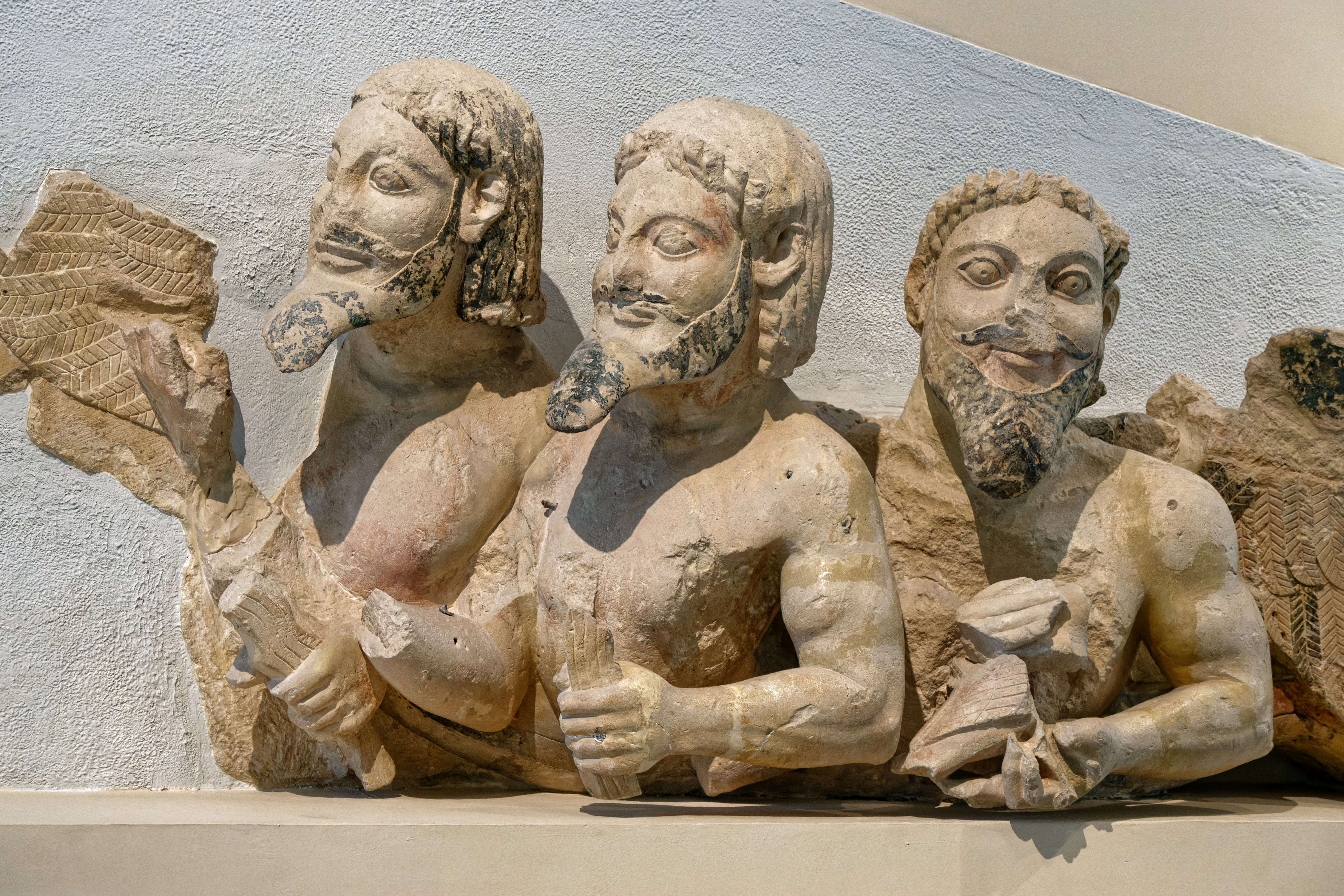
Der Dreileibige aus einem der Giebel, die mit dem Alten Athena-Tempel verbunden werden

Der Alte Athena-Tempel war bis zur Zerstörung durch die Perser im Jahr 480 v. Chr. der Kultbau für Athena Polias, die Stadtgöttin Athens auf der Akropolis. An zentraler Stelle auf der Akropolis gelegen, erhob er sich auf den Resten einer mykenischen Palastanlage. Neben den Fundamenten wurden zahlreiche Bauglieder dorischer Ordnung gefunden, die mit dem Tempel und seinen verschiedenen Bauphasen in Verbindung gebracht werden.

## Befund
Die Fundamente waren aus unterschiedlichen Materialien und in unterschiedlicher Technik verlegt. Während Mauern tragende Teile und die innere Gliederung aus dem bläulichen Akropolis-Kalkstein bestanden, waren die Fundamente der umgebenden Ringhalle aus Poros-Kalkstein gearbeitet. Auch die dem Tempel zuzuweisenden Bauglieder sowie der Bauschmuck waren nicht einheitlich aus einem Baumaterial gefertigt: Neben solchen aus Poros, gab es zahlreiche Teile aus parischem Marmor.
Aufgrund der verschiedenen zu beobachtenden Materialien und Werktechniken wurde und wird die Baugeschichte des Tempels kontrovers diskutiert. Wilhelm Dörpfeld nahm eine Trennung des Fundamentes in zwei Bauphasen vor: Der Kernbau müsse deutlich älter als die ihn umgebende Ringhalle sein. Er nahm an, dass zunächst um 570 v. Chr. der Kernbau von der Form eines Doppelantentempels (oder vielleicht eines Amphiprostylos) errichtet wurde, dem er eine Reihe älterer Bauglieder zuwies – die sog. „H-Architektur“. In peisistratidischer Zeit, zwischen 529 und 520 v. Chr., sei dieser Bau mit einer Ringhalle, der er eine Reihe jüngerer Bauglieder zuwies, umgeben worden.

### „H-Architektur“
Die „H-Architektur“ wird in die 1. Hälfte des 6. Jh. v. Chr. datiert. Aufgrund der Größe werden diesem Bau zugewiesen: Trauf- und Schrägsima aus parischem Marmor, Säulenkapitelle und Geison mit der Darstellung fliegender Vögel aus Poros-Kalkstein. Als recht wahrscheinlich wird aufgrund der Größe und Zeitstellung die Zuweisung folgender Bauskulpturen angesehen: Metopen aus parischem Marmor, die Poros-Giebel mit Löwenkampfgruppen, in deren linkem Zwickel der Ostseite Triton und Herakles, im rechten Zwickel der „Dreileibige“ dargestellt waren.
Dörpfelds Verbindung dieser „H-Architektur“ mit dem Kernbau des Fundaments musste später ausgeschlossen werden. Denn die Anzahl der Teile, die sich vom marmornen Dachrand der Giebelseiten erhalten haben, ist so groß, dass der Bau, dem sie zugehören, breiter gewesen sein muss als der Naos des Alten Athenatempels. Man vermutet daher bereits für den Bau der „H-Architektur“ eine hexastyle Ringhalle, der wohl eine Gruppe der genannten Säulenkapitelle mit ihrem gedrungenen, weit ausladenden Echinus zuzuweisen sind. Einiges weist darauf hin, dass die „H-Architektur“ einem frühen Vorgängerbau des Parthenon und nicht dem Fundament des Alten Athena-Tempels angehört. Die Frage, wo die „H-Architektur“ einst stand, ist bislang nicht abschließend geklärt.

### Alter Athena-Tempel

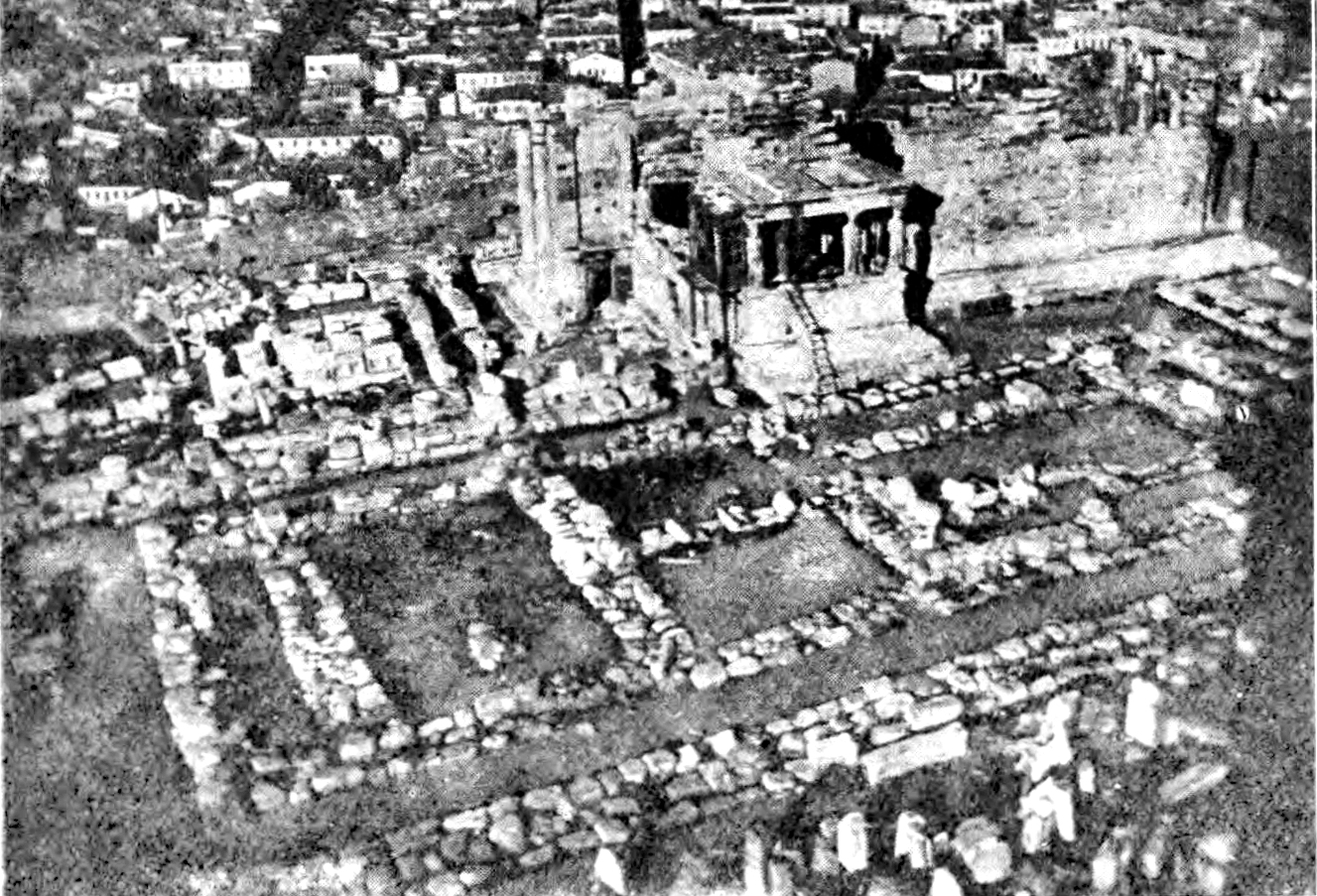
Fundamente des Alten Athena-Tempels (um 1909)

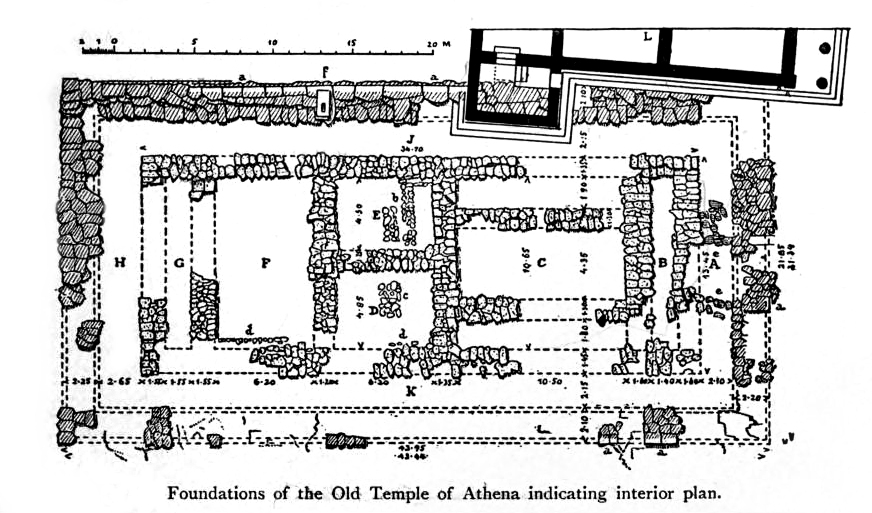
Steinplan der Fundamente (Erechtheion in schwarz)

Der Alte Athena-Tempel als eigenständig angesprochene Architektur wird in das letzte Viertel des 6. Jh. v. Chr. datiert, die zugewiesene Bauskulptur, die am Ende der Bauzeit gearbeitet worden sein dürfte, um 510/500 v. Chr. datiert. Er wird auf dem gesamten Dörpfeld-Fundament lokalisiert.
Zugewiesen werden diesem Bau: Gebälk und Sima aus parischem Marmor, Poros-Kapitelle mit steilerem Echinus, zwei Marmor-Giebel, Marmorfries mit Umzug, Marmorwasserspeier der vier Tempelecken in Form von Löwen- und Widderköpfen. Die erstmals vom Reliefgrund gelösten Giebelgruppen stellten eine Gigantomachie im Osten und eine Löwenkampfgruppe mit Stier im Westen dar. Von der Gigantomachie sind Reste der Athena, des Zeus und stürzender Gegner erhalten.
Aus den Fundamenten und den zugewiesenen Bauteilen wurde für den Bau folgende Rekonstruktion entwickelt: Der Tempel war 21,30 × 43,15 Meter groß und nach Osten ausgerichtet. Er besaß eine Ringhalle von 6 × 12 Säulen. Der Säulenabstand betrug auf den Frontseiten 4,04 Meter, auf den Langseiten 3,84 m; die Säulenachsen an den Ecken müssen um jeweils 0,31 Meter verengt gewesen sein. Der Stylobat wies eine leichte Wölbung auf; ob hierdurch eine konsequent umgesetzte Kurvatur nachzuweisen ist, bleibt unsicher. Der als Naos bezeichnete Kernbau hatte außen wahrscheinlich die Form eines Doppelantentempels oder vielleicht eines Amphiprostylos, was aber angesichts der Zeitstellung als weniger wahrscheinlich gilt. Zwischen kurzen Antenwänden standen an Pronaos und Opisthodom je zwei Säulen. Das Innere war – für einen griechischen Ringhallentempel ungewöhnlich – in mehrere Räume geteilt. Im Osten lag eine sehr kurze, fast quadratische Cella, die durch Säulenstellungen von vermutlich je drei Säulen in drei Schiffe geteilt wurde. Im Westen befand sich eine zweite, breitrechteckige Cella. Dazwischen befanden sich zwei nebeneinanderliegende Räume.

## Geschichte des Tempels nach dem Persereinfall
Der Tempel, der das alte, der Legende nach vom Himmel gefallene Kultbild der Athena Polias aus Olivenholz barg, wurde 480 v. Chr. durch die Perser zerstört. Ob eine vorläufige Wiederherstellung zumindest von Teilen des Baus erfolgte, ist umstritten. Herodot erwähnt ein nach Westen geöffnetes Megaron auf der Akropolis, in dem man den weitergenutzten und möglicherweise in einer Inschrift genannten Opisthodom des Tempels erkennen möchte. Laut Xenophon brannte im Jahr 406/405 v. Chr. der Alte Athena-Tempel ab, doch könnte sich diese Aussage auch auf das Erechtheion, das die Funktion des Alten Athena-Tempels übernommen hatte und das Kultbild der Athena Polias barg, bezogen haben. Ab dem 4. Jahrhundert v. Chr. gibt es keine weiteren Erwähnungen, die auf den Tempel bezogen werden könnten und Pausanias ist er gänzlich unbekannt.